# Сучасна комедія
«Суча́сна коме́дія» (англ. A Modern Comedy) — трилогія англійського письменника Джона Голсуорсі, написана у 1924—1928 роках. Включає романи «Біла мавпа», «Срібна ложка», «Лебедина пісня» з двома інтерлюдіями — «Ідилія» і «Зустрічі». Є сюжетним продовженням його попередньої і найвідомішої трилогії «Сага про Форсайтів». У «Сучасній комедії» письменник розповідає про подальшу долю представників третього покоління Форсайтів, чиє життя розгортається на тлі бурхливих соціально-економічних змін у післявоєнній Англії.

## Історія
У 1906—1921 роках Джон Голсуорсі написав кілька романів про вигадану буржуазну родину Форсайтів, об'єднаних спільною назвою «Сага про Форсайтів». Сюжет цих творів частково базувався на реальних подіях з особистого життя письменника, до того ж, деяких героїв трилогії він списав з власної родини. Це надало надзвичайної яскравості й правдивості його персонажам, тому «Сага про Форсайтів» відразу завоювала схвальні відгуки критиків і читачів.
Непересічний успіх спонукав автора створити нові романи, які сюжетно і структурно були поєднані в той же спосіб, що і «Сага про Форсайтів». Цю нову трилогію письменник назвав «Сучасна комедія». Як він сам зазначив, ця назва є досить умовною, її слід віднести не стільки до дійових осіб, скільки до епохи загалом (дія трилогії відбувається у сучасній для письменника післявоєнній Англії). Перший з творів цієї серії — роман «Біла мавпа» — був написаний у 1924 році. В 1926 році Голсуорсі написав наступний роман «Срібна ложка», а також два невеликих за обсягом твори, «Ідилія» і «Зустрічі», що виконували функцію зв'язуючих сюжетних ланок між більшими за обсягом частинами трилогії. Роботу над останнім романом «Лебедина пісня» письменник завершив у 1928 році.
Пізніше «Сучасну комедію» неодноразово перевидавали і переклали іншими мовами, хоча за популярністю вона дещо поступається «Сазі про Форсайтів». Її ідейним продовженням є трилогія «Останній розділ», в якій молодші Форсайти згадані лише побіжно.

## Сюжет

### Біла мавпа
Після від'їзду Джона Форсайта до Америки, Флер Форсайт вийшла заміж за палко закоханого в неї Майкла Монта. Це був шлюб з відчаю, однак безкорислива любов юного баронета цементує стосунки із егоїстичною молодою жінкою, яка захоплюється лише «колекціонуванням» знаменитостей у власному домі. Близький друг Майкла, поет Вілфрід Дезерт, відчуває, що Флер не кохає Майкла по-справжньому, тому наважується відкрити їй своє серце. Однак давня дружба змушує його бути чесним і з супротивником, тому від Дезерта Майкл дізнається про загрозу, яка нависла над його родинним щастям. Монт усвідомлює, що насильно любов не збережеш, і займає вичікувальну позицію.
Тим часом у батька Флер, Сомса Форсайта, сталися великі неприємності: він обійняв посаду члена правління страхової спілки, керуючий якої веде ризиковану політику. Згодом виявляється його корумпованість і зрештою аферист тікає з кордон з коштами компанії. Сомс, який все життя дотримувався правила «чесність — найкраща політика», змушує правління відзвітувати перед акціонерами, але їхній гнів падає на нього і його колегу старого Монта. Обурені такою несправедливістю обидва подають у відставку.
Флер опирається спокусі завести роман з пристрасним поетом. З відчаю Вілфрід Дезерт від'їджає на Схід. В родині Монтів з'являється спадкоємець — одинадцятий баронет Крістофер (Кіт) Монт.

### Ідилія
Джон Форсайт вирушає у поїздку разом з другом Френсісом Вілмотом і його сестрою Енн. Під час верхової прогулянки Джон і Енн заблукали. Вимушені провести кілька годин у темряві нічного лісу, вони мовчки усвідомлюють духовну близькість і закохуються одне в одного. Закоханість завершується шлюбом.

### Срібна ложка
Майкл Монт вирішує зайнятись політикою. Він покидає видавництво, у якому працював молодшим партнером, балотується в парламент і готується до першої доповіді. Щоби справити враження, для своєї політичної платформи він обирає фоггартизм — досить химерну і маловідому теорію. Баронет-соціаліст також вдається і до деяких практичних кроків: засновує крихітну колонію у власному маєтку, де надає роботу кільком безробітним.
Тим часом між Флер і її «подругою» Марджорі Феррар спалахує конфлікт. Запрошена в гості Марджорі називає Флер позаочі «вискочкою». Обурений цими словами Сомс виставляє гостю, назвавши її «зрадницею». Марджорі подає в суд за дифамацію. Відчуваючи провину за втручання у справи дочки, Сомс намагається владнати справи, але скласти мирову угоду не вдається. Здобувши компромат на Марджорі, Форсайти виграють справу в суді, але лише з формальної точки зору. Світське товариство не прощає Форсайтам правильності і стає на бік аморальної Феррар. Зневажена усіма Флер вирушає у навколосвітню подорож, у якій супроводжувати її береться Сомс Форсайт.

### Зустрічі
Під час навколосвітньої подорожі Сомс випадково натрапляє на Джона Форсайта з дружиною, які зупинились в тому ж готелі, що і подружжя Монтів. Щоб не збуджувати в душі дочки болісних спогадів, Сомс влаштовує їй заміський відпочинок і навіть імітує хворобу. Хитрощі досягаються своєї мети. В готелі Сомс також потай бачить Айріні — свою першу дружину, а тепер мати Джона Форсайта (це їхнє останнє побачення).

### Лебедина пісня
Повернувшись з навколосвітньої подорожі Флер остаточно позбувається своєї світської хвороби і влаштовує їдальню для волонтерів, що працюють під час загального страйку. Але Джон і Енн Форсайти також завітали до Англії з метою осісти тут назавжди. У їдальні Флер бачить Джона і минулі почуття спалахують у ній знову. З цієї миті вона послідовно втілює програму «повернення» Джона. Про їхні «випадкові» зустрічі дізнаються Майкл Монт, Голі Дарті і Джун Форсайт (зведені сестри Джона), а також Сомс. Навіть чиста серцем Енн починає непокоїтися. Всі вони так чи інакше намагаються перешкодити зустрічам та й сам Джон інтуїтивно уникає Флер, відчуваючи свою моральну слабкість.
Форсайтівською впертістю і вмілою грою Флер вдається обдурити всіх родичів і спокусити Джона. Однак після повернення до рідної оселі того мучить сумління. Дізнавшись від дружини про її вагітність, він остаточно пориває з Флер. У відчаї та повертається до маєтку Сомса у суїцидальному настрої. Вночі через її недбалість спалахує пожежа у картинній галереї. За щасливим збігом обставин батьку вдається врятувати майже всі полотна, проте, картина Гойї, падаючи, загрожує вбити Флер. Дівчина не уникає загрози, підсвідомо бажаючи померти, але батько в останню мить підставляє себе під удар. За кілька днів він помирає від отриманих ушкоджень.